# World Open (шаховий турнір)
World Open - щорічний відкритий  шаховий турнір, який проводиться здебільшого у Філадельфія і рідше в Нью-Йорку. Перший турнір відбувся 1973 року в Нью-Йорку за участі  732 шахістів. Його переможцем став Волтер Браун.
Турнір розділений на дві різні секції, зазвичай у верхній 100–200 гравців. Турнір 1986 року зібрав 1507 учасників, ймовірно світовий рекорд для шахового турніру. Турнір 2009 року зібрав 1350 гравців, розділених на дев'ять секцій. Загальний призовий фонд становив US$250,000 (перший приз у верхній секції - US$15,200). Зазвичай турнір відбувається в перший тиждень липня, часом наприкінці червня. Організатором всіх турнірів була Континентальна шахова асоціація.

## Переможці
Вказано всіх гравців, які поділили перше місце; переможців на тай-брейку виділено жирним.
| #  | Рік  | Місце       | Переможці | Очки  |
| -- | ---- | ----------- | --- | ----- |
| 1  | 1973 | Нью-Йорк    | Волтер Браун (США) | 9/10  |
| 2  | 1974 | Нью-Йорк    | Бент Ларсен (Данія) | 8½/9  |
| 3  | 1975 | Нью-Йорк    | Пал Бенко (США) Алан Трефлер (США) | 8/9   |
| 4  | 1976 | Нью-Йорк    | Анатолій Лейн (СРСР) Бернард Цукерман (США) | 8/9   |
| 5  | 1977 | Філадельфія | Джон Федорович (США) Рон Генлі (США) | 8/9   |
| 6  | 1978 | Філадельфія | Пітер Баясас (Канада) Флорин Ґеорґіу (Румунія) Бернард Цукерман (США) Хейккі Вестерінен (Фінляндія) Яссер Сейраван (США) Хав'єр Лосано Санс (Іспанія) Інгуар Асмундссон (Ісландія)                                                               | 7½/9  |
| 7  | 1979 | Філадельфія | Хаукюр Ангантіссон (Ісландія) Антоні Майлс (Англія) Флорин Ґеорґіу (Румунія) Волтер Браун (США) Артур Бісгаєр (США) Бернард Цукерман (США) Джон Федорович (США)                                                                                  | 8/10  |
| 8  | 1980 | Філадельфія | Ларрі Крістіансен (США) Роман Джинджихашвілі (США) Флорин Ґеорґіу (Румунія) Антоні Майлс (Англія) Лоуренс Дей (Канада) | 7½/9  |
| 9  | 1981 | Нью-Ппльц   | Ігор Іванов (Канада) Дмитро Гуревич (США) Джоель Бенджамін (США) Міхаель Рьоде (США) | 7½/9  |
| 10 | 1982 | Філадельфія | Нік де Фірміан (США) Джон Федорович (США) Дмитро Гуревич (США) Юджин Меєр (США) | 6/8   |
| 11 | 1983 | Нью-Йорк    | Кевін Спраггетт (Канада) Мігель Кінтерос (Аргентина) Камран Ширазі (Iran) Леонід Басс (США) Віталій Зальцман (США) | 7/8   |
| 12 | 1984 | Веллі Фордж | Джоель Бенджамін (США) | 7/9   |
| 13 | 1985 | Філадельфія | Максим Длугі (США) Дмитро Гуревич (США) Єгуда Грюнфельд (Ізраїль) | 7/9   |
| 14 | 1986 | Філадельфія | Нік де Фірміан (США) | 7½/9  |
| 15 | 1987 | Філадельфія | Борис Гулько (США) Антоні Майлс (Англія) | 8/10  |
| 16 | 1988 | Філадельфія | Максим Длугі (США) | 9/11  |
| 17 | 1989 | Філадельфія | Михайло Гуревич (СРСР) Олександр Чернін (СРСР) Майкл Роде (США) Волтер Браун (США) Лев Альбурт (США) Ларрі Крістіансен (США) Джон Федорович (США) Олександр Іванов (США) Гільдардо Гарсія (Colombia) Володимир Єпішин (СРСР)                     | 7½/9  |
| 18 | 1990 | Філадельфія | Ігор Глек (СРСР) | 7½/9  |
| 19 | 1991 | Філадельфія | Гата Камський (США) Олексій Єрмолинський (США) Йохан Хьяртарсон (Ісландія) Семен Палатник (СРСР) | 7½/9  |
| 20 | 1992 | Філадельфія | Григорій Кайданов (Росія) | 8/9   |
| 21 | 1993 | Філадельфія | Олексій Єрмолинський (США) | 7½/9  |
| 22 | 1994 | Філадельфія | Арташес Мінасян (Вірменія) Люк ван Велі (Нідерланди) | 7,5/9 |
| 23 | 1995 | Філадельфія | Олексій Єрмолинський (США) | 8/9   |
| 24 | 1996 | Філадельфія | Олексій Єрмолинський (США) Олександр Гольдін (Росія) | 7½/9  |
| 25 | 1997 | Філадельфія | Олександр Шабалов (США) | 8/9   |
| 26 | 1998 | Філадельфія | Олександр Гольдін (Росія) | 8½/9  |
| 27 | 1999 | Філадельфія | Григорій Серпер (США) Борис Гулько (США) Олексій Єрмолинський (США) Джоель Бенджамін (США) Володимир Акопян (Вірменія) Яан Ельвест (Естонія) Ігор Новіков (Україна) Георгій Тимошенко (Україна) Олександр Шабалов (США) Александер Фішбейн (США) | 7/9   |
| 28 | 2000 | Філадельфія | Джоель Бенджамін (США) Яан Ельвест (Естонія) Олександр Гольдін (Ізраїль) Григорій Серпер (США) Олександр Іванов (США) Джон Федорович (США) Павел Блатний (Чехія) Сергій Кудрін (США)                                                             | 7/9   |
| 29 | 2001 | Філадельфія | Олександр Гольдін (США) Ілля Смірін (Ізраїль) Олександр Оніщук (Україна) Леонід Юдасін (Ізраїль) Юрій Шульман (Білорусь) Джоель Бенджамін (США) Олександр Іванов (США)                                                                           | 7/9   |
| 30 | 2002 | Філадельфія | Каміль Мітонь (Польща) Ілля Смірін (Ізраїль) Олександр Оніщук (США) Артур Юсупов (Німеччина) Яан Ельвест (Естонія) Олександр Войткевич (Польща) Бенджамін Файнголд (США) Джонатан Роусон (Scotland) Варужан Акопян (США)                         | 7/9   |
| 31 | 2003 | Філадельфія | Яан Ельвест (Естонія) Ілля Смірін (Ізраїль) Олександр Оніщук (США) Олександр Шабалов (США) Олександр Войткевич (США) Назар Фірман (Україна) Олександр Гольдін (США) Геннадій Зайчик (США) Бабакулі Аннаков (США) Леонід Юдасін (Ізраїль)         | 7/9   |
| 32 | 2004 | Філадельфія | Варужан Акопян (США) | 7½/9  |
| 33 | 2005 | Філадельфія | Каміль Мітонь (Польща) Магеш Панчанатан (Індія) | 7½/9  |
| 34 | 2006 | Філадельфія | Гата Камський (США) Вадим Мілов (Швейцарія) Ільдар Ібрагімов (США) Яан Ельвест (США) Леонід Юдасін (Ізраїль) Олександр Іванов (США) Георгій Качеїшвілі (Грузія) Джоель Бенджамін (США) Олександр Войткевич (США)                                 | 7/9   |
| 35 | 2007 | Веллі Фордж | Варужан Акопян (США) Олександр Стрипунський (США) Хікару Накамура (США) Чанда Сандіпан (Індія) Леонід Юдасін (Ізраїль) Євген Наєр (Росія) Віктор Міхалевський (Ізраїль) Олександр Шабалов (США) Хуліо Бесерра (США)                              | 7/9   |
| 36 | 2008 | Філадельфія | Євген Наєр (Росія) Парімар'ян Негі (Індія) Любомир Фтачник (Словаччина) Олександр Моїсеєнко (Україна) | 7/9   |
| 37 | 2009 | Філадельфія | Євген Наєр (Росія) Хікару Накамура (США) | 7/9   |
| 38 | 2010 | Веллі Фордж | Віктор Лазнічка (Чехія) | 7½/9  |
| 39 | 2011 | Філадельфія | Гата Камський (США) Майкл Адамс (Англія) | 7/9   |
| 40 | 2012 | Філадельфія | Іван Соколов (Нідерланди) Олександр Шабалов (США) | 7/9   |
| 41 | 2013 | Арлінгтон   | Варужан Акопян (США) Юньєскі Кесада Перес (Куба) Лазаро Брузон (Cuba) Віктор Лазнічка (Чехія) Сергій Еренбург (США) Тамаз Гелашвілі (Грузія) Парімар'ян Негі (Індія) Алехандро Рамірес (США) Юрій Шульман (США) Конрад Холт (США)                | 6½/9  |
| 42 | 2014 | Arlington   | Ілля Смірін (Ізраїль) Ілля Нижник (Україна) Конрад Холт (США) | 7/9   |
| 43 | 2015 | Arlington   | Олександр Лендерман (США) Рауф Мамедов (Азербайджан) Ілля Смірін (Ізраїль) Олександр Іпатов (Туреччина) Ехсан Гаем Магамі (Іран) Ілля Нижник (Україна) Ромен Едуар (Франція) Аксель Бахманн (Парагвай)                                           | 7/9   |
| 44 | 2016 | Філадельфія | Габор Папп Віорел Бологан Тамаз Гелашвілі Гіл Попілскі Олександр Шиманов Васіф Дурарбейлі Ілля Нижник | 7/9   |
| 45 | 2017 | Філадельфія | Тигран Петросян (Вірменія) | 7,5/9 |